# Éveil sportif Sainte-Marie de La Guillotière de Lyon
L'Éveil sportif Sainte-Marie de la Guillotière de Lyon ou ESSMG Lyon est un club de basket-ball français basé à Lyon disparu en ce qui concerne sa partie élite mais qui est encore actif sous le nom d'Éveil de Lyon Basket dans les championnats organisés par le comité du Rhône et Métropole de Lyon de basketball.

## Histoire
Le club, patronage paroissial affilié à la Fédération gymnastique et sportive des patronages de France (FGSPF) puis à la Fédération sportive de France (FSF), est surtout connu pour ses bonnes prestations dans le championnat de France de basket-ball à partir des années 1940, en comptant en son sein plusieurs joueurs de renoms, dont Robert Busnel et André Buffière. Le club émerge à partir de 1946, à la suite de la disparition du FC Grenoble — champion de France en 1943 et 1944 — et au déménagement de la plus grande partie de son effectif à L'ESSMG Lyon. Le club de Robert Busnel bat le champion de France en titre, Championnet Sports, emmené par Henri Lesmayoux en finale du championnat de France le 25 mai 1946 au palais des sports. L'Éveil sportif est encore finaliste en 1947 contre le Paris Université Club (PUC). Cette finale voit la victoire du PUC plus complet sur des Lyonnais et leur capitaine trop confiants. Le départ de Robert Busnel pour Marseille la saison suivante sonne la fin des ambitions du club qui fusionne avec l'Association sportive de Villeurbanne en 1959 pour fonder l'ASVEL Lyon-Villeurbanne (ASVEL).

## Palmarès
Le club est champion de France en 1946 et vice-champion de France en 1947.

## Joueurs marquants
Deux joueurs ont particulièrement marqué leur passage dans le club : Robert Busnel et André Buffière.